# Х-Мен: Първа вълна
Вижте пояснителната страница за други значения на Х-Мен.
„Х-Мен: Първа вълна“ (на английски: X-Men: First Class) е филм от 2011 година. Действието се развива преди това от първите три филма, като филмът е пети в поредицата „Х-Мен“.

## Резюме
Събитията на филма се развиват преди другите филми, когато Чарлз Екзевиър и Ерик Леншър са все още млади и не са се превърнали в Професор Х и Магнито. Бъдещите врагове и сегашните приятели, събират отбор от мутанти, включващ и Мистик, за да предотвратят термоядрена война. А злият Себастиан Шоу планува да започне нова световна война. В процеса на спасяване на света, идеите на Чарлз и Ерик ще се сблъскват.

## Актьорски състав
| Актьор               | Роля                               |
| -------------------- | ---------------------------------- |
| Джеймс Макавой       | Чарлз Екзевиър / Професор Х        |
| Майкъл Фасбендър     | Ерик Леншър / Магнито              |
| Кевин Бейкън         | Себастиан Шоу                      |
| Роуз Бърн            | Д-р Мойра „Мойра X“ Мактагърт      |
| Дженифър Лоурънс     | Рейвън Даркхолм / Мистик           |
| Алекс Гонзалез       | Джанос Куестед / Риптайд           |
| Джейсън Флеминг      | Азазел                             |
| Зоуи Кравиц          | Айнджъл Салвадор                   |
| Дженюъри Джоунс      | Ема Фрост                          |
| Никълъс Холт         | Д-р Хенри „Ханк“ Маккой / Звяр     |
| Кейлъб Ландри Джоунс | Шон Касиди / Банши                 |
| Еди Гатеги           | Армандо Муноз / Дарвин             |
| Лукас Тил            | Алекс Самърс / Хавок               |
| Хю Джакман           | Джеймс „Лоуган“ Хаулет / Върколака |

## Награди и номинации
| Награда | Категория                        | Номиниран(и)                     | Резултат  |
| ------- | -------------------------------- | -------------------------------- | --------- |
| Сатурн  | Най-добър грим                   | Най-добър грим                   | награда   |
| Сатурн  | Най-добър научнофантастичен филм | Най-добър научнофантастичен филм | номинация |